# ハイイロガン

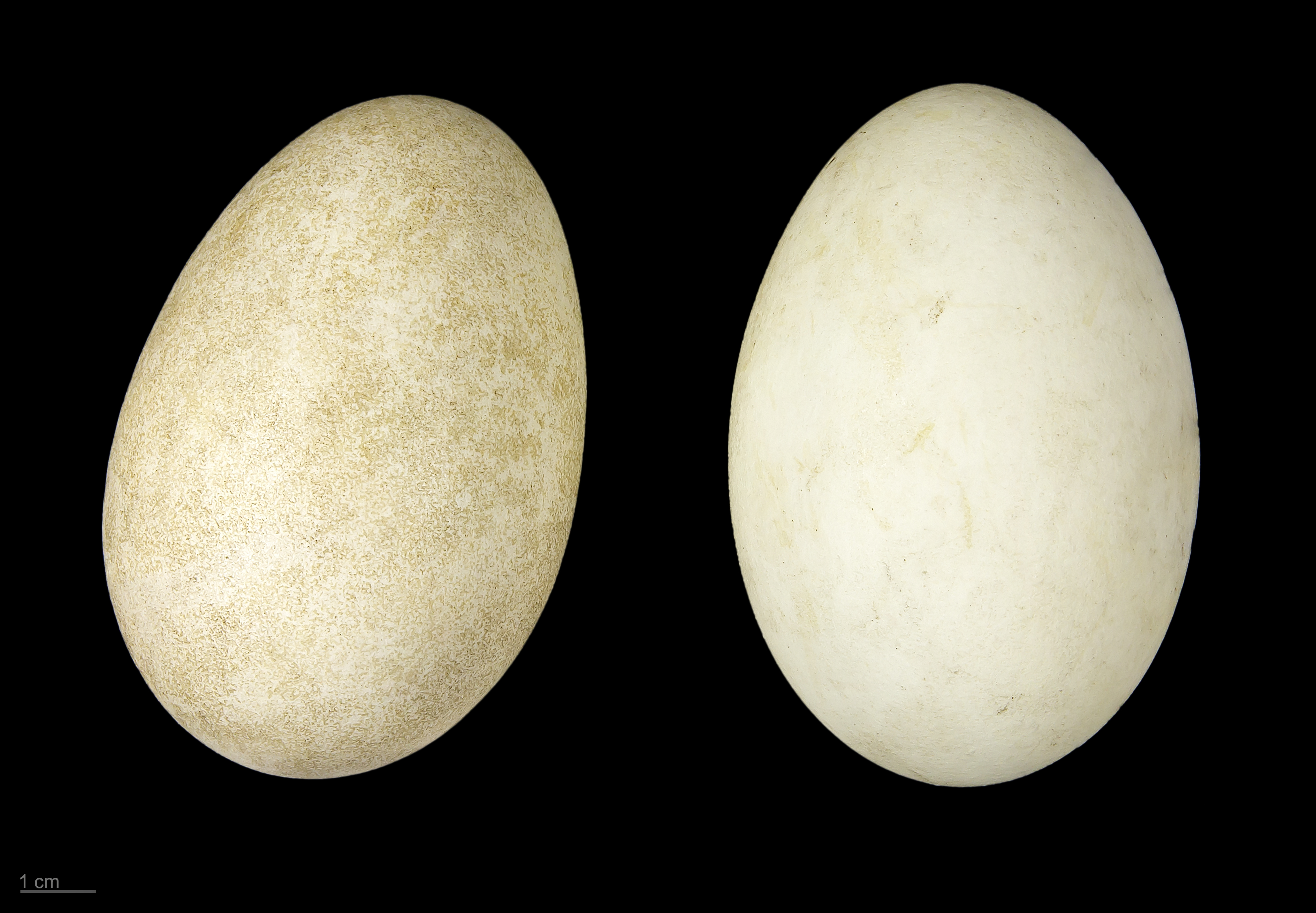
Anser anser

ハイイロガン（灰色雁、Anser anser）は、カモ目カモ科マガン属に分類される鳥類。マガン属の模式種。

## 分布
アイスランド、アイルランド、アゼルバイジャン、アフガニスタン、アルジェリア、アルバニア、アルメニア、イギリス、イスラエル、イタリア、イラク、イラン、インド、ウクライナ、ウズベキスタン、エストニア、オーストリア、オランダ、カザフスタン、ギリシャ、キルギス、クロアチア、シリア、スイス、スウェーデン、スペイン、スリランカ、スロバキア、スロベニア、セルビア、大韓民国、タジキスタン、チェコ、中華人民共和国、チュニジア、デンマーク（グリーンランドを含む）、ドイツ、トルクメニスタン、トルコ、日本、ネパール、ノルウェー、パキスタン、ハンガリー、バングラデシュ、フィンランド、ブータン、フランス、ブルガリア、ベトナム、ベラルーシ、ベルギー、ボスニア・ヘルツェゴビナ、ポーランド、ポルトガル、マケドニア共和国、マルタ、ミャンマー、モルドバ、モロッコ、モンゴル、モンテネグロ、ヨルダン、ラオス、ラトビア、リトアニア、ルクセンブルク、ルーマニア、ロシア
- A. a. anser　キバシハイイロガン

ヨーロッパで繁殖し、冬季になるとアフリカ大陸北部、西アジア、ヨーロッパ西部へ渡り越冬する。
- A. a. rubrirostris　ハイイロガン

中華人民共和国北部、モンゴル、ロシア（ウラル山脈以東）で繁殖し、冬季になるとインド北部、中華人民共和国へ南下し越冬する。日本には越冬のため少数飛来（冬鳥）する。
2008年1月、長崎県諫早市で12羽の観察記録がある。

## 形態
全長76-89センチメートル。翼開長147-180センチメートル。上面の羽衣は灰褐色で、体上面の羽毛の外縁（羽縁）は淡色。胸部から腹部、腰の羽衣は灰色で、体側面から腹部にかけて淡褐色の横縞が入る。尾羽基部を被う羽毛（下尾筒）は白い。尾羽は灰褐色で、先端と外側尾羽は白い。
後肢はピンク色。
- A. a. anser　キバシハイイロガン

翼長オス44.5-48.2センチメートル、メス41.6-47センチメートル。嘴は短く黄色。
- A. a. rubrirostris　ハイイロガン

翼長39.8-48.2センチメートル。嘴はやや長くピンク色。

## 分類
- Anser anser anser　(Linnaeus, 1758)　キバシハイイロガン　Western greylag goose
- Anser anser rubrirostris　　ハイイロガン　Eastern greylag goose

## 生態
湖沼、河川、水田などに生息する。
繁殖形態は卵生。4-5月に5-6個の卵を産む。抱卵期間は28-29日。

## 人間との関係
本種（基亜種）が家禽化されガチョウ（ツールズガチョウ）になった。